# Білл Гоббс (веслувальник)
Білл Гоббс (англ. Bill Hobbs, 30 липня 1949 — 4 січня 2020) — американський академічний веслувальник.
Срібний призер Олімпійських Ігор 1972 року в складі вісімки, учасник 1968 року.